# Ricardo Petraglia
Ricardo Petraglia Margutti, atualmente conhecido como Mohammed Abdullah, (São Paulo, 7 de outubro de 1950), é um ex-ator e músico brasileiro, reconhecido por trabalhos nas décadas de 1990 e 2000, sobretudo em emissoras como Rede Globo e RecordTV.
Atuou novelas de enorme sucesso como A Viagem, História de Amor, Salsa e Merengue, Por Amor, Coração de Estudante e Caminhos do Coração, além da temporada de maior êxito do seriado Malhação, no ano de 2004. Iniciou sua carreira artística gravando pela FERMATA, no ano de 1971, um compacto com a música Bate que eu Gamo e fez muito sucesso. Na banda paulistana O Sindicato gravou o compacto simples pela BINN, com as músicas Bananas e A Morte. Após esta fase participou de outra banda do cenário paulistano, o Joelho de Porco.

## Vida pessoal
Foi casado com a atriz Kate Hansen com quem teve um filho, o ator Lucas Petraglia.
Em 2024, converteu-se ao islã após uma viagem ao Paquistão, adotando um novo nome: Mohammed Abdullah. Ele vive em um sítio em Xerém, ao lado da esposa Marília.

## Filmografia

### Televisão
| Ano  | Título                    | Personagem                | Nota                                             | Emissora    |
| ---- | ------------------------- | ------------------------- | ------------------------------------------------ | ----------- |
| 1972 | A Revolta dos Anjos       | TimTim                    |                                                  | Rede Tupi   |
| 1977 | Sem lenço, sem documento  | Evandro                   |                                                  | Rede Globo  |
| 1977 | Cinderela 77              | Anjo                      |                                                  | Rede Tupi   |
| 1979 | Malu Mulher               | Vitor                     | 1 episódio                                       | Rede Globo  |
| 1980 | Água Viva                 | Alex                      |                                                  | Rede Globo  |
| 1981 | Jogo da Vida              | Arnaldinho Romão          |                                                  | Rede Globo  |
| 1981 | Planeta dos Homens        | Vários Personagens        |                                                  | Rede Globo  |
| 1983 | Eu Prometo                | Juvenal                   |                                                  | Rede Globo  |
| 1989 | Pacto de Sangue           | Bombom                    |                                                  | Rede Globo  |
| 1991 | Salomé                    | Nelo                      |                                                  | Rede Globo  |
| 1991 | O Portador                | Rafael                    |                                                  | Rede Globo  |
| 1992 | As Noivas de Copacabana   | Paulão Alves              |                                                  | Rede Globo  |
| 1994 | A Viagem                  | Diogo Queiroz             |                                                  | Rede Globo  |
| 1995 | História de Amor          | Sinval Xavier             |                                                  | Rede Globo  |
| 1996 | Malhação                  | Carlos                    |                                                  | Rede Globo  |
| 1996 | Salsa e Merengue          | Tito                      |                                                  | Rede Globo  |
| 1996 | Você Decide               | Vários personagens        |                                                  | Rede Globo  |
| 1997 | Por Amor                  | Trajano                   |                                                  | Rede Globo  |
| 1998 | Meu Bem Querer            | Gregory Ferreira de Souza |                                                  | Rede Globo  |
| 1999 | Malhação                  | Márcio Ferreira           | Participação especial                            | Rede Globo  |
| 2000 | Uga Uga                   | Detetive Roberto          |                                                  | Rede Globo  |
| 2001 | Porto dos Milagres        | Ranulfo                   |                                                  | Rede Globo  |
| 2002 | Coração de Estudante      | Armando                   |                                                  | Rede Globo  |
| 2004 | Malhação                  | José Gomes da Silva       |                                                  | Rede Globo  |
| 2005 | A Lua Me Disse            | Cachorrão Polaco          |                                                  | Rede Globo  |
| 2005 | Sob Nova Direção          | Médico                    | Episódio: "Fiança Esperança"                     | Rede Globo  |
| 2006 | Sítio do Pica-Pau Amarelo | Trevan                    |                                                  | Rede Globo  |
| 2007 | Amazônia                  | Darly Alves               |                                                  | Rede Globo  |
| 2007 | Caminhos do Coração       | Platão Mayer              |                                                  | Rede Record |
| 2009 | Poder Paralelo            | Sérgio Barreto            |                                                  | Rede Record |
| 2010 | Balada, Baladão           | Souza                     | Especial de fim de ano                           | Rede Record |
| 2011 | Vidas em Jogo             | Belmiro Silveira Aguiar   |                                                  | Rede Record |
| 2012 | Máscaras                  | Delmiro Salles            |                                                  | Rede Record |
| 2013 | Balacobaco                | Horácio Pedrosa           |                                                  | Rede Record |
| 2013 | Pecado Mortal             | Omar Ascar                |                                                  | Rede Record |
| 2014 | Milagres de Jesus         | Tobias                    | Episódio: "A Pecadora que Ungiu os Pés de Jesus" | Rede Record |
| 2014 | Conselho Tutelar          | Murilo                    |                                                  | Rede Record |
| 2015 | Os Dez Mandamentos        | Amaleque                  |                                                  | Rede Record |

### Cinema
- Meus 15 Anos (2008) - Aristides (Tid)
- Ratoeira (2004) - Marcos
- Apolônio Brasil, o Campeão da Alegria (2003) - Vicente
- Minha Vida em Suas Mãos (2001) - Policial
- Saloon (1998)
- Marilyn, a Loira Fatal (1995) - Johnny Madison (Joh)
- Carnaval (1990) - Paul
- Boca de Ouro (1990) - Leleco
- Sonhos de Menina-Moça (1987)
- Sonho de Valsa (1987)
- O País dos Tenentes (1987)
- A Estrela Nua (1984)
- Gabriela (1983) - Prof. Josué[5]
- Estúdio A... Gildo (1982)
- Estupro (1979)
- A Noite dos Imorais (1979)
- Dani, um Cachorro Muito Vivo (1979)
- Noite em Chamas (1977)
- Planeta dos Homens (1976)
- Efigênia Dá Tudo Que Tem (1975)
- O Pica-pau Amarelo (1973)
- Pra Quem Fica, Tchau - 1971

## Teatro
- 1969 - Hair
- 1981 -Bent - como personagem Horst
- 1992 - Salamê Mingüê - musical infantil de Chico Anysio